# Nader Masmoudi
Nader Masmoudi (* 1974 in Sfax) ist ein tunesischer Mathematiker.
1992 erhielt er eine Goldmedaille auf der Internationalen Mathematikolympiade (als erster Afrikaner oder Araber überhaupt). Er studierte in Tunis und danach an der École normale supérieure in Paris mit dem Diplomabschluss 1996; 1999 wurde er an der Universität Paris-Dauphine bei Pierre-Louis Lions promoviert (Problemes asymptotiques en mecanique des fluides). Danach ging er an das Courant Institute der New York University, wo er 2008 Professor wurde.
Masmoudi befasst sich insbesondere mit nichtlinearen partiellen Differentialgleichungen der Hydrodynamik (Eulergleichung, Navier-Stokes-Gleichung, Oberflächenwellen, Schwerewellen, Kapillarwellen, akustischen Wellen, Grenzschichtgleichungen und qualitatives Verhalten der Grenzschichten, Couette-Strömung, nicht-Newtonsche Flüssigkeiten, nichtlineare Schrödingergleichungen für Wellen und andere dispersive Systeme u. a.), hydrodynamischer Grenzwert der Boltzmann-Gleichung, Grenzverhalten zur Inkompressibilität,  Chemotaxis (Keller-Segel-Gleichungen), der Ginsburg-Landau-Gleichung, Landau-Dämpfung, Verhalten von Mischungen, allgemeines Langzeitverhalten semilinearer Systeme partieller Differentialgleichungen und Stabilitätsproblemen der Hydrodynamik. Mit seinem Post-Doktoranden Jacob Bedrossian bewies er 2013 streng die Stabilität der Scherströmung nach Couette für die zweidimensionalen Euler-Gleichungen, also im nichtlinearen Fall. Die Stabilität in linearer Näherung wurde schon durch Lord Kelvin 1887 und genauer durch William McFadden Orr 1907 bewiesen. Ähnliche Stabilitätsresultate erhielt er auch im viskosen Fall für die Grenzschichtbildung nach Prandtl bei den zweidimensionalen Navier-Stokes-Gleichungen (die lineare Theorie ist hier nach Orr und Arnold Sommerfeld benannt: Orr-Sommerfeld-Gleichungen). Dabei baute er auf den Arbeiten zu einem ähnlichen Problem durch Cédric Villani auf, der die Landau-Dämpfung behandelte, die Dämpfung von Plasmawellen, die sich in streng mathematischer Behandlung auch aus nicht-viskosen Phänomenen (starke Glattheits-Eigenschaften und Mischung, manchmal nichtviskose Dämpfung genannt (englisch: inviscid damping), technisch sogenannte Gevrey-Regularität) ergaben. Mögliche Instabilitäten ergeben sich auch durch nichtlineare Resonanzen zwischen verschiedenen Wellen im Plasma (nichtlineares Aufschaukeln mit den „Echos“ der Wellen) und müssen für einen Stabilitätsbeweis „mathematisch kontrolliert“ werden. Das Verhalten von Plasmen und nicht-viskosen, durch die Eulergleichung beschriebenen Flüssigkeiten ist ähnlich.
Für 2017 erhielt er den Fermat-Preis. Für 2018 war er eingeladener Sprecher auf dem Internationalen Mathematikerkongress in Rio de Janeiro. 2021 wurde Masmoudi in die American Academy of Arts and Sciences gewählt. 2022 wurde ihm der Internationale König-Faisal-Preis zugesprochen gemeinsam mit Martin Hairer.

## Schriften (Auswahl)
- mit Pierre-Louis Lions: Incompressible limit for a viscous compressible fluid, Journal de mathématiques pures et appliquées, Band 77, 1998, S. 585–627
- mit Pierre-Louis Lions: Une approche locale de la limite incompressible, Comptes Rendus de l'Académie des Sciences, Ser. 1, Math., Band 329, 1999, S. 387–392
- mit B. Desjardins, E. Grenier, P.-L. Lions: Incompressible Limit for Solutions of the Isentropic Navier–Stokes Equations with Dirichlet Boundary Conditions, Journal de mathématiques pures et appliquées, Band 78, 1999, S. 461–471
- mit Pierre-Louis Lions: Global solutions for some Oldroyd models of non-Newtonian flows, Chinese Annals of Mathematics, Band 21, 2000, S. 131–146
- mit Jean-Yves Chemin: About lifespan of regular solutions of equations related to viscoelastic fluids, SIAM journal on mathematical analysis, Band 33, 2001, S. 84–112
- mit Pierre-Louis Lions:  From the Boltzmann Equations to the Equations of Incompressible Fluid Mechanics, Archive for Rational Mechanics and Analysis, Band 158,  2001, S. 173–193
- Incompressible, inviscid limit of the compressible Navier–Stokes system, Annales de l'Institut Henri Poincare C: Non Linear Analysis, Band 18, 2001, S. 199–224
- mit Laure Saint-Raymond: From the Boltzmann equation to the Stokes-Fourier system in a bounded domain, Communications on pure and applied mathematics, Band 56, 2003, S. 1263–1293
- Examples of singular limits in hydrodynamics, in: C.M. Dafermos, Eduard Feireisl (Hrsg.), Handbook of Differential Equations, Evolutionary Equations, Band 3, North Holland 2006, S. 195–275
- mit A. Blanchet, J. A. Carrillo: Infinite time aggregation for the critical Patlak-Keller-Segel model in {\displaystyle \mathbb {R} ^{2}}, Communications on Pure and Applied Mathematics, Band 61, 2008, S. 1449–1481
- mit P.Germain, J. Shatah: Global solutions for the gravity water waves equation in dimension 3, Annals of Mathematics, Band 175, 2012, S. 691–754
- mit Jacob Bedrossian: Inviscid damping and the asymptotic stability of planar shear flows in the 2D Euler equations, Arxiv 2013